# Michelle Edwards
Michelle Edwards es una actriz inglesa.

## Biografía
Edwards es cinturón negro en Tae Kwon Do y es excampeona de Escocia. Se formó en el Mountview Academy of Theatre Arts.
Michelle se comprometió con su novio el actor Neil McDermott en la Torre Eiffel. La pareja se casó el 22 de julio de 2007. Más tarde la pareja le dio la bienvenida a su primera hija, Arabella Betsy McDermott el 10 de enero de 2011.
En febrero del 2011 Neil admitió en una entrevista que poco después del nacimiento de su hija le había sido infiel a Michelle con Chloe Peebles, una joven fan de dieciséis años a quien había conocido en un bar. Poco después de sus declaraciones Neil fue visto sacando sus pertenencias de su casa y sin su anillo de matrimonio. Más tarde Michelle lo perdonó y Neil regresó a la casa de ambos.
La pareja le dio la bienvenida a su segundo hijo, Roddy McDermott el 18 de febrero de 2013.

## Carrera
En el 2009 apareció en la serie Waking the Dead donde dio vida a Sophie Raikes, ese mismo año apareció en la película dramica Grip. Un año después en el 2010 apareció como invitada en la serie Targgat donde interpretó a Diane Williams.
En el 2011 apareció en la película de horror The Missing Day.

## Filmografía

### Series de televisión
| Año  | Título          | Personaje      | Notas                       |
| ---- | --------------- | -------------- | --------------------------- |
| 2010 | Taggart         | Diane Williams | episodio "I.O.U."           |
| 2009 | Waking the Dead | Sophie Raikes  | episodio "Undertow: Part 1" |

### Películas
| Año  | Título               | Personaje | Notas                                                          |
| ---- | -------------------- | --------- | -------------------------------------------------------------- |
| 2013 | The Sky in Bloom     | Sally     | junto a Bill Thomas, Sean Knopp, Ross Mullan y Paul Marc Davis |
| 2011 | The Missing Day      | -         | junto a Jade Alexander y Callum O'Neill                        |
| 2009 | Grip                 | Bridget   | junto a David Frost                                            |
| 2008 | Inbetween            | Ania      | junto a Sarah Cabrera                                          |
| 2007 | Intergalactic Combat | Ninjet    | -                                                              |